# Sphiximorpha subsessilis
Sphiximorpha subsessilis – gatunek muchówki z rodziny bzygowatych i podrodziny Eristalinae. Zamieszkuje zachodnią część krainy palearktycznej. Larwy są saproksyliczne i rozwijają się w soku wyciekającym z drzew. Owady dorosłe odwiedzają kwiaty wielu gatunków roślin.

## Taksonomia
Gatunek ten opisany został po raz pierwszy w 1807 roku przez Johanna K.W. Illigera w publikacji autorstwa Pietra Rossiego pod nazwą Ceria subsessilis. Jako miejsce typowe wskazano Włochy. W 1850 roku Camillo Róndani wyznaczył go gatunkiem typowym nowego rodzaju Sphiximorpha.

## Morfologia

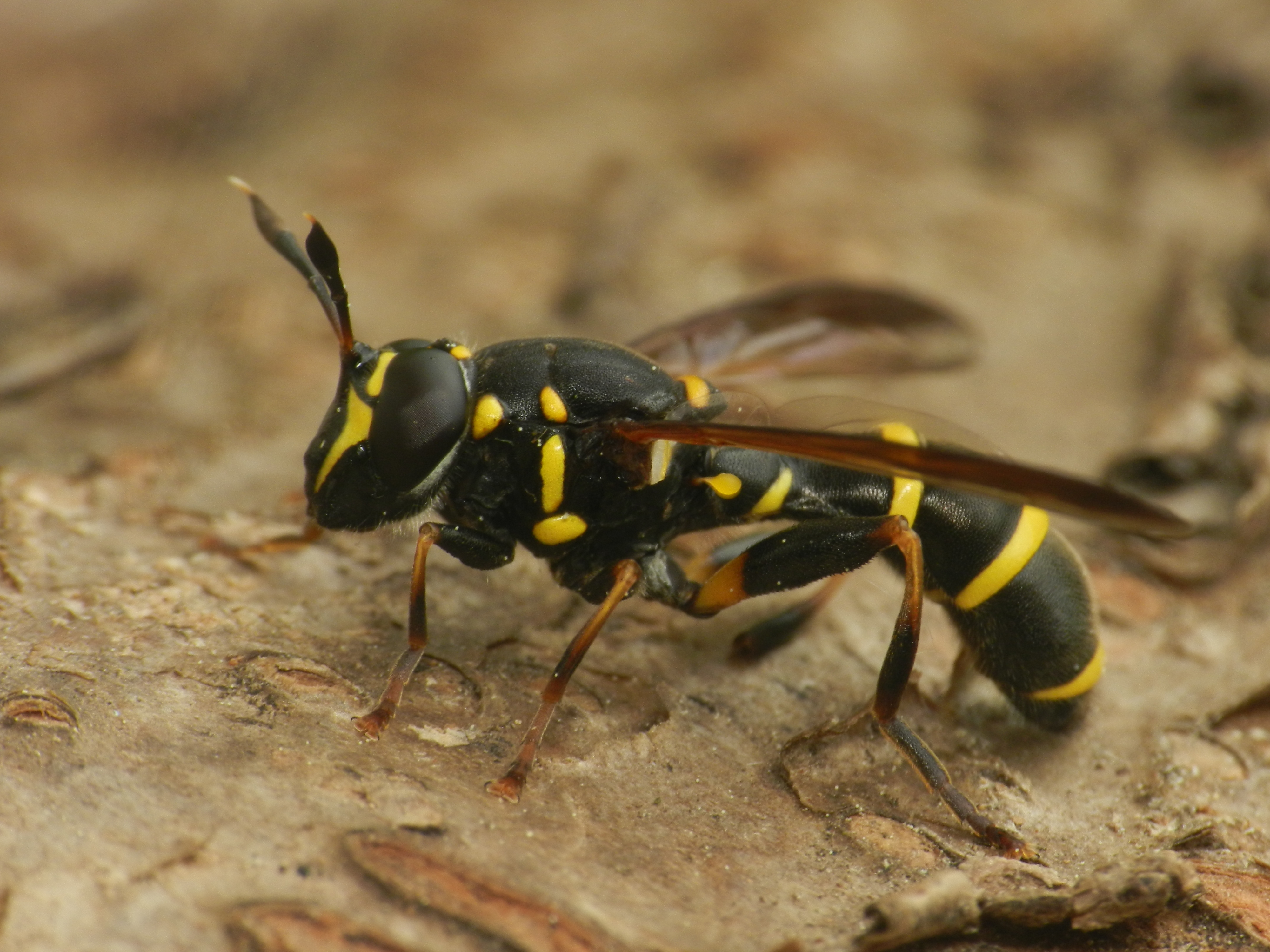
Widok z boku

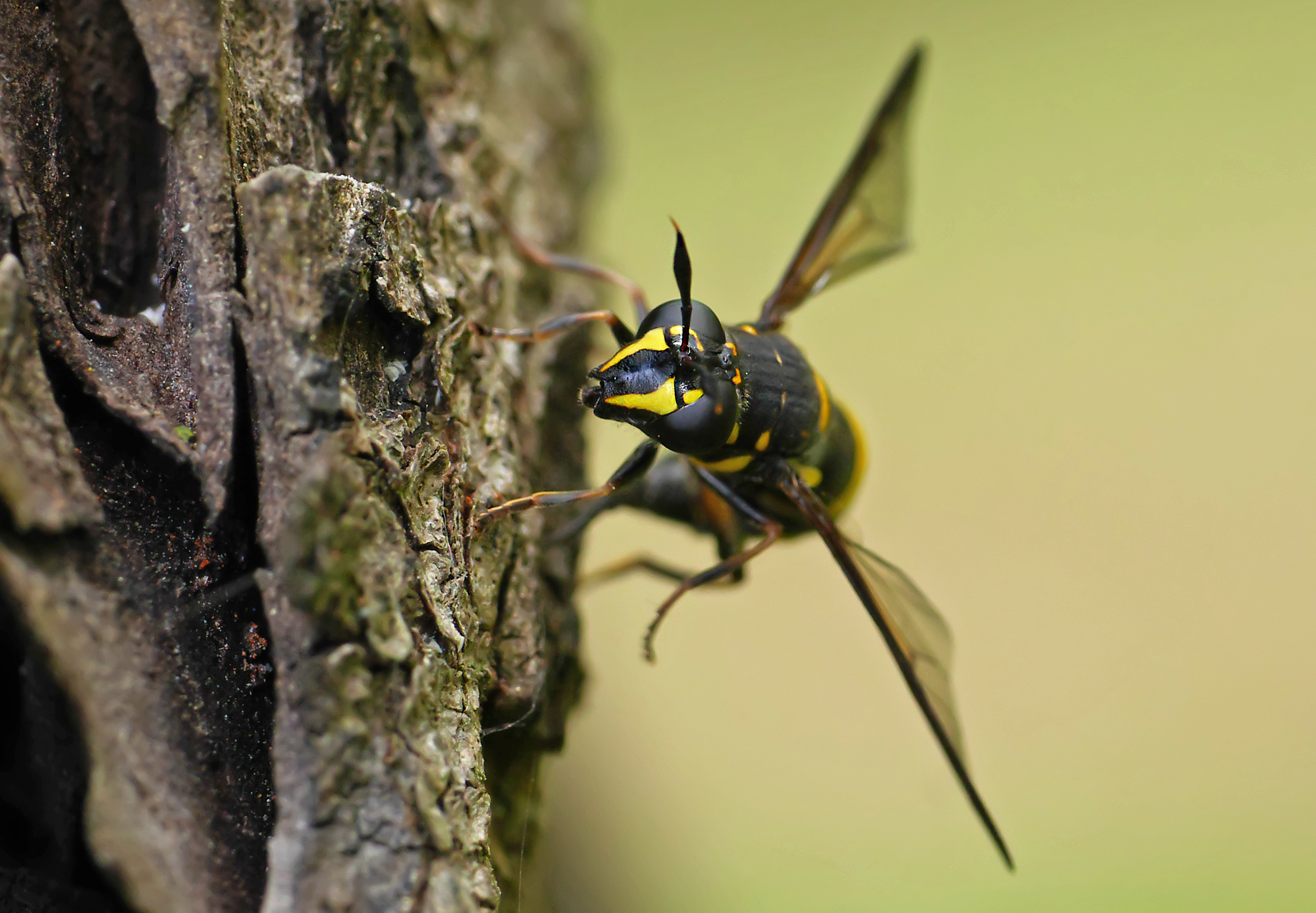
Widok z przodu

Samce osiągają od 11,1 do 15,2 mm, a samice od 11,5 do 14,7 mm długości ciała. Długość skrzydła wynosi u samców od 9,1 do 11,3 mm, a u samic od 9,8 do 11,7 mm. Ubarwienie ciała jest czarne z żółtymi paskami. Jest to mimikra względem przedstawicieli nadrodziny os.
Głowa jest szersza od tułowia i ma wzgórek czułkowy krótszy od pierwszego członu czułków. Twarz jest czarno-żółta, wystająca w kierunku przednio-brzusznym, ma silne wklęśnięcie poniżej czułków i słabo zaznaczony wzgórek twarzowy. Policzki i obrzeża aparatu gębowego są czarne. Długość wzgórka czołowego wynosi u samca 0,69–0,76, a u samicy 0,53–0,65 jego szerokości. Czoło u samca jest żółte z czarną pręgą na wzgórku czołowym, czasem też ciągnącą się od wzgórka do szwu ocznego. U samicy czoło jest czarne z żółtymi plamami po bokach, połączonymi na przedzie poprzeczną, pośrodku przerwaną przepaską. Trójkąt ciemieniowy może być czarny lub żółty. Trójkąt przyoczkowy jest czarny. Grzbietowa strona głowy za przyoczkami jest czarno-żółta. Wzgórek czułkowy jest pomarańczowoczerwony. Czułki są ciemnobrązowe do czarnych z jasnożółtą, biało owłosioną aristą.
Tułów ma długie i białe włoski. Skutum jest czarne z żółtymi plamami na notopleurze i postpronotum, a czasem także z owalnym prążkiem przed tarczką. Sama tarczka jest czarna z żółtą przednią ⅓ do ½. Pleury są czarne z dwiema żółtymi plamkami. Skrzydła są przezroczyste z przyciemnioną przednią połową. Ich błonę porastają mikroskopowe włoski. Odnóża mają czarne biodra i krętarze. Uda dwóch pierwszych par są czarne, tylko u podstawy i szczytu żółte, natomiast udo pary ostatniej jest żółte w nasadowej ¼ do ⅓. Golenie są czarne z żółtymi częściami nasadowymi. Stopy są ciemnożółte do ciemnobrązowych w przypadku dwóch początkowych par i ciemnobrązowe do czarnych w przypadku pary ostatniej.
Odwłok jest wydłużony, walcowaty i tylko trochę przewężony u podstawy. Na tylnych krawędziach czarnych tergitów znajdują się żółte przepaski; na tergicie drugim i trzecim są niemal równe, natomiast na tergicie czwartym zwęża się stopniowo ku bokom. Drugi tergit ma ponadto parę trójkątnych, bardzo szeroko rozstawionych, żółtych plamek w kątach przednio-bocznych. Tergit czwarty jest lekko wykrojony i ma w części środkowo-bocznej łukowatą łatkę z szarobiałego opylenia. Sternity od pierwszego do trzeciego również mają przy tylnych krawędziach żółte przepaski. Genitalia samca mają wąskie, półokrągłe przysadki odwłokowe z ostrym wyrostkiem wierzchołkowo-środkowym i dwukrotnie dłuższymi od nich włoskami, surstylus o płacie brzusznym rombowatym i płacie grzbietowym szeroko wydłużonym oraz bardzo szerokie, zaokrąglone i ku szczytowi zwężone hypandrium.

## Ekologia i występowanie
Owad ten zasiedla różne typy lasów, ich skraje, parki, ogrody i nasadzenia przydrożne – każdorazowo wymagając jednak obecności drzew starych. Owady dorosłe aktywne są od końca kwietnia do czerwca lub lipca, przy czym szczyt pojawu przypada na maj. Żerują na soku wyciekającym ze zranionych drzew oraz na nektarze kwiatów takich roślin jak głogi, jarząby, klony, trzmielina pospolita oraz kwitnących na biało selerowatych. Kopulacja odbywa się na pniach roślin lęgowych. Larwy są saproksyliczne. Rozwijają się w wyciekającym soku takich drzew jak dąb bezszypułkowy, dąb burgundzki, jodły, kasztanowiec pospolity, topola czarna i wiąz szypułkowy.
Gatunek palearktyczny. Znany jest z Hiszpanii, Andory, Francji, Belgii, Holandii, Niemiec, Szwajcarii, Austrii, Włoch, Szwecji, Finlandii, Polski, Słowacji, Węgier, Rumunii, Serbii, Grecji, europejskiej części Rosji, Turcji i Maroka. W Polsce jest nieliczny.